# Nema (azienda)
Nema è una compagnia di telecomunicazioni faroese nata nel 2000. Il 29 maggio 2008 la società, precedentemente conosciuta come Kall, è stata assimilata dalla Vodafone.
Dopo la promulgazione della nuova legge nel 1999 da parte di (Løgting), è stato possibile per altre associazioni di competere con la Telefonvirki Føroya Løgtings (TFL), e nel processo essa ha cambiato il proprio nome in Føroya Tele. Nel 2001 Kall e Tele F sono diventate due compagnia della Kall. Kall guadagna il 20% del mercato, e possiede un minimo reddito (al di sotto del 1%) della FARICE-1 cavo tra le Isole Fær Øer e l'Islanda. Dagsbrún possiede il 100% della Kall.